# 久长站
久长站是位于贵州省修文县久长镇的一个铁路车站，邮政编码550207。车站建于1965年，有川黔铁路经过该站，现仅办理货运业务，不办理客运业务，车站及其上下行区间均已电气化。车站距离重庆站409公里，隶属成都铁路局，是四等站。

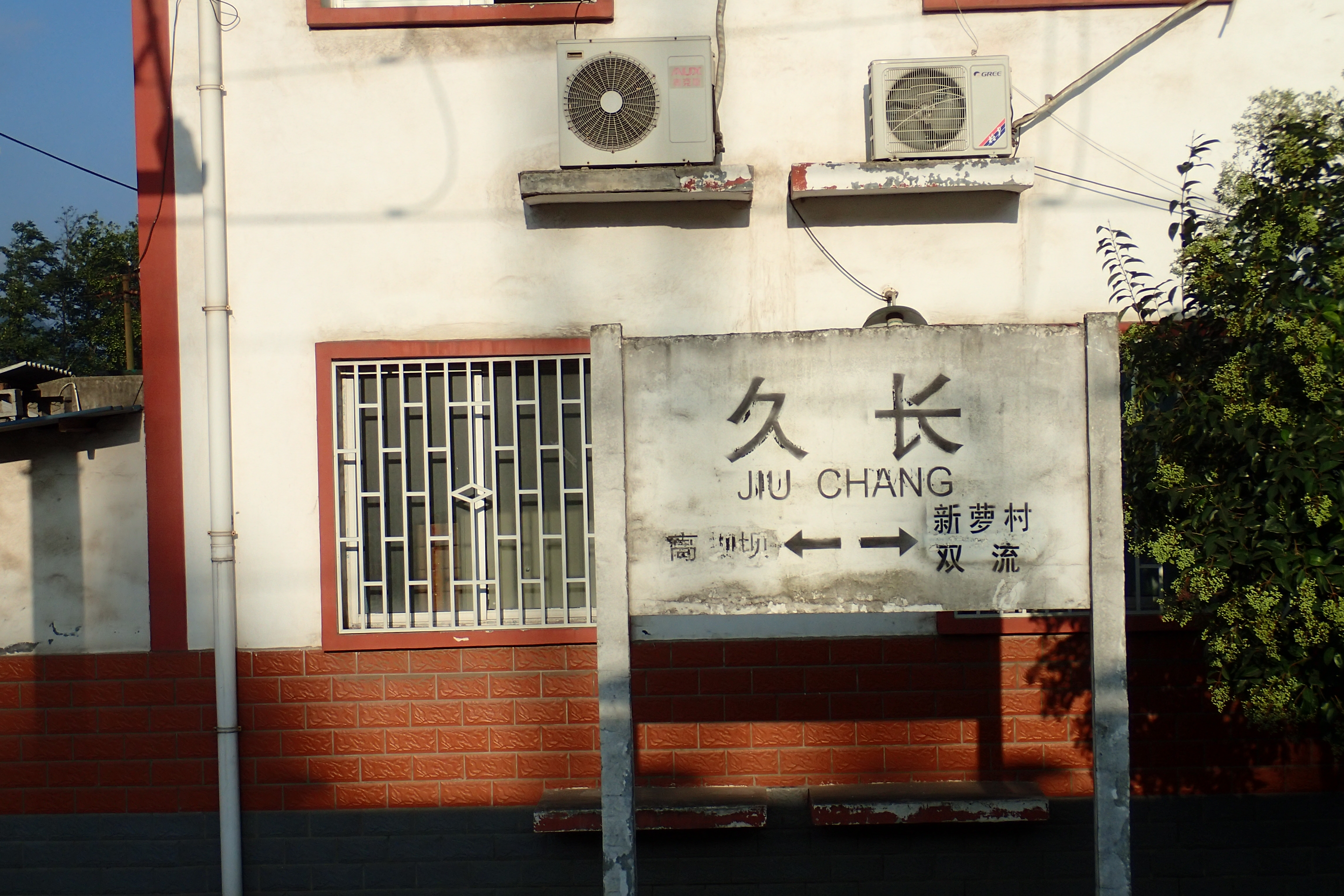
2017年，列车上拍摄的久长站站牌

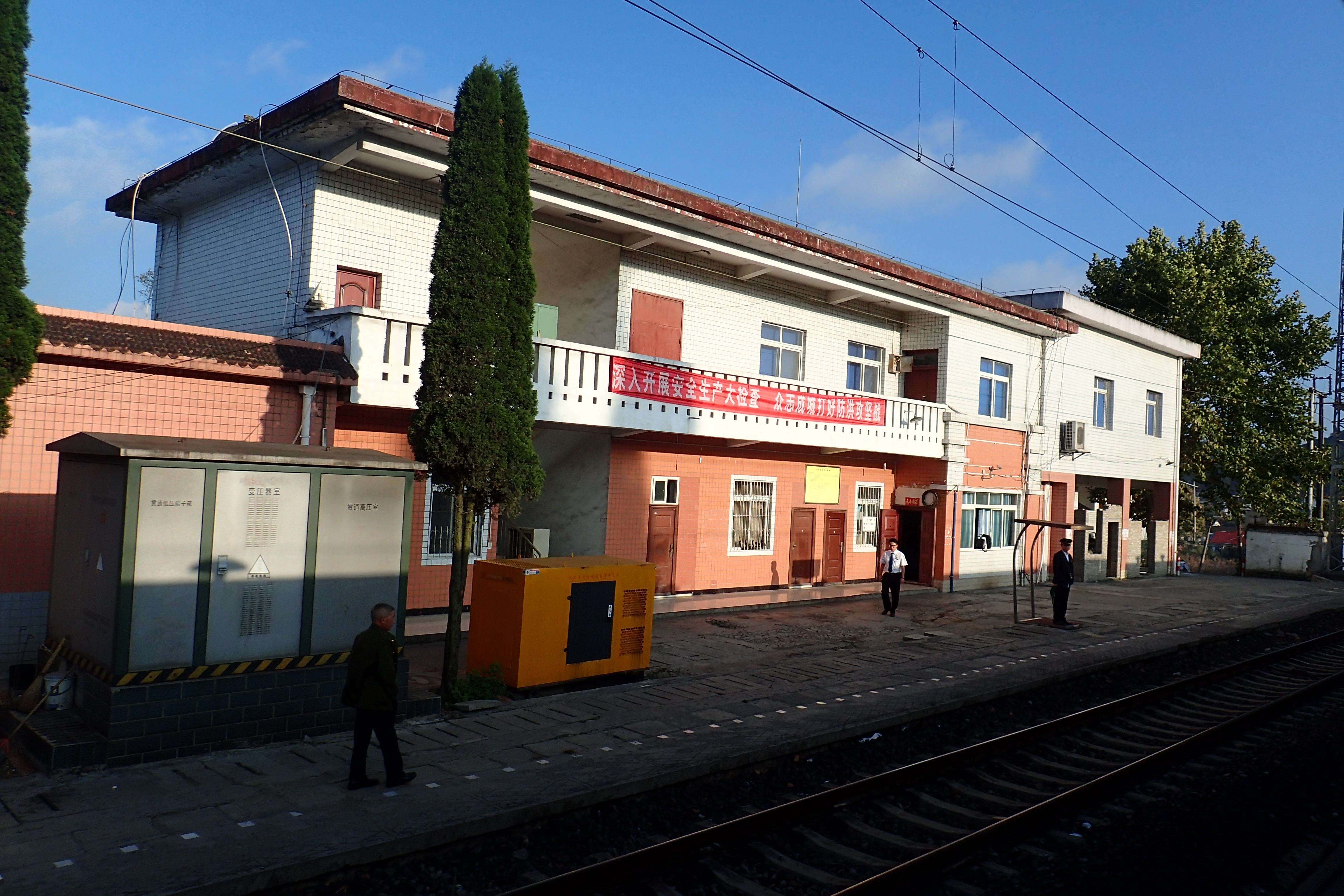
2017年，列车上拍摄的久长站站房